# Sagrat Cor de Girona
El Sagrat Cor de Girona és una església del municipi de Girona d'estil neogòtic de començaments del s. XX inclosa en l'Inventari del Patrimoni Arquitectònic de Catalunya.

## Descripció
Església de planta rectangular estructurada en tres naus paral·leles, separades entre si per columnes nervades. L'interior presenta voltes ogivals i un altar major neogòtic, d'un cert interès. La façana principal presenta dues torres-campanar de secció quadrada, que donen una certa monumentalitat al conjunt i la fan visible des de lluny. Els paraments són amb carreus i elements ornamentals són de caràcter neogòtic. Els campanars difereixen dels planells originals.